# Daring Club Leuven Atletiek
Daring Club Leuven Atletiek (DCLA) is een Belgische atletiekclub uit Leuven. De vereniging is gehuisvest in de AtletiekArena Gaston Roelants in Kessel-Lo. Elk jaar richt de club de Eindejaarscorrida Stad Leuven en de Atletiekmeeting voor Mon in.

## Oprichting
De club werd opgericht op 15 augustus 1942. Men trainde in het Leopoldspark in Kessel-Lo en de naam werd dan ook Athletiekclub Park Leopold. Op 13 januari 1943 sloot men zich aan bij de Koninklijke Belgische Atletiek Bond, waar men stamnummer 69 kreeg. Op 4 mei werd de naam gewijzigd in Olympic Leuven Athletiek. Op het eind van de Tweede Wereldoorlog kende men financiële problemen en men ging een fusie aan met voetbalclub Hooger Op FC Leuven. De naam van de atletiekclub werd zo Hooger Op Leuven Athletiekclub en men trainde in het Grunnestadion. De volgende jaren vonden een aantal fusies plaats in het Leuvens voetbal en ook voetbalclub Hooger Op sloot zich aan bij Daring Club Leuven. De atletiekclub veranderde opnieuw mee van naam en heette voortaan Daring Club Leuven.

## Eerste nationale titels
Eind jaren vijftig behaalde Gaston Roelants de eerste nationale titels. Hij was ook de eerste atleet van DCL die voor de Olympische Spelen werd geselecteerd in 1960, het jaar ook waarin hem de Gouden Spike werd toegekend.
In 1982 werd DCL een vzw. In 1987 werd het bestuur vernieuwd en men voegde een A toe aan de clubnaam. Voortaan heette men Daring Club Leuven Atletiek, afgekort DCLA.

## Bekende (ex-)atleten
- Lea Alaerts
- Eddy Annys
- Ben Broeders
- Luc Carlier
- Sonja Castelein
- Hanne Claes
- Peter Daenens
- Corinne Debaets
- Eric De Beck
- Charlotte Debroux
- Tim De Coster
- André Dehertoghe
- Magda Ilands
- Annie Lambrechts
- Seppe Odeyn
- Frauke Penen
- Paul Poels
- Willy Polleunis
- Miel Puttemans
- Gaston Roelants
- Kim Ruell
- Tim Rummens
- Pieter Sisk
- Jesse Stroobants
- Sandra Swennen
- Catherine Timmermans
- Ivo Van Damme
- Sigrid Vanden Bempt
- Mon Vanden Eynde
- Willy Vandenwijngaerden
- Fred Vandervennet
- Joske Van Santberghe
- Elien Vekemans